# Madeleine Férat
Pour les articles homonymes, voir Férat.
Madeleine Férat est un roman d'Émile Zola paru en 1868, d'abord sous le titre La Honte en feuilleton (dans L'Evénement illustrée, du 2 septembre au 20 octobre 1868), puis en volume sous le titre Madeleine Férat chez Albert Lacroix, avec une dédicace au peintre Manet. C'est la version romancée d'une pièce de théâtre qui n'avait pas été acceptée.

## Résumé
Le père de Madeleine Férat, après avoir fait fortune, se ruine dans des spéculations hasardeuses. Il décide de partir en Amérique refaire sa fortune, mais son bateau fait naufrage. Il a laissé à sa fille ce qu'il avait pu sauver de sa fortune avant d'embarquer. Le tuteur auquel il l'a confiée fait le projet de l'épouser. Devant son refus, il tente de la violer. Madeleine Férat s'enfuit. Elle va vivre de la rente que lui a laissée son père. Peu après, elle rencontre Jacques, un chirurgien, et ils deviennent amants. Mais celui-ci doit partir en mission au Cochinchine et il l'abandonne.
Elle rencontre alors Guillaume de Viargues. C'est le fils d'un noble normand dont l'existence s'est surtout consacrée à l'étude de la chimie, dans la solitude de son château. La mère de Guillaume est la femme d'un notaire du pays qui s'est éprise du comte de Viargues avant de se lasser de lui et de retourner à son mari. Guillaume grandit dans la solitude du château familial, la Noiraude, et la seule compagnie d'une vieille servante, presque centenaire, obsédée de religion. Il est mis en pension et est persécuté par les autres enfants, qui l'appellent le bâtard, jusqu'au jour où arrive dans le collège un élève qui va le prendre sous sa protection, qui n'est autre que Jacques, le premier amant de Madeleine.
Dans les débuts de leur relation, Guillaume devine bien que Madeleine a eu un passé amoureux, mais il préfère n'en rien savoir. C'est Madeleine qui découvre que l'ami de Guillaume, celui que Guillaume considère comme son frère, est son ancien amant. Peu après cette découverte, elle apprend la mort de Jacques dans un naufrage. Le père de Guillaume décède et laisse son fils héritier de sa fortune. Guillaume apprend par la servante du château que son père s'est en fait suicidé avec les seuls produits qui subsistent de son travail de chimiste : des poisons. La servante, y voit le châtiment des fautes passées du comte.
Guillaume et Madeleine s'installent au château. Madeleine choisit de ne rien dire à son mari au sujet de Jacques. Ils ont une fille. Mais Guillaume apprend un jour que Jacques n'est pas mort dans le naufrage de son bateau. Il revient avec lui au château. Madeleine parvient à se cacher de Jacques, puis raconte à son mari qu'elle et Jacques se sont connus. Horrifié, Guillaume choisit de fuir avec sa femme, en prétextant une obligation. Ils se rendent dans une auberge et tentent d'oublier le passé, mais la fatalité les fait choisir un endroit où Madeleine et Jacques se sont aimés, ce que Madeleine découvre dans la chambre. Qui plus est, Jacques se trouve lui-même dans la même auberge cette nuit-là, et parvient à parler à Madeleine. Il s'imagine que Madeleine a amené un de ses nouveaux amants dans la chambre où ils se sont elle et lui aimés. Elle ne lui dit pas qu'elle est la femme de Guillaume. Ils tentent de revenir au château dans l'espoir de retrouver une entente autour de leur fille. Mais Guillaume découvre une ressemblance entre sa fille et Jacques qui l'amène à la rejeter. La servante ne cesse de les persécuter de ses sermons. Madeleine et Guillaume tentent ensuite de fuir à Paris, et de s'étourdir dans les mondanités. Mais ils apprennent que Jacques cherche à les revoir et ils décident de rentrer au château. Peu avant leur retour, ils apprennent que leur fille a fait une rechute de variole. Madeleine prétexte d'un oubli pour reporter son retour. Elle veut en fait revoir Jacques pour lui dire qu'elle est mariée à Guillaume et qu'il faut qu'il cesse de chercher à le revoir.
Elle retombe naturellement dans les bras de Jacques. Quand elle revient à la Noiraude, c'est pour apprendre le décès de sa fille. Elle se rend alors dans l'ancien laboratoire du comte de Viargues, où sont restés les poisons avec lesquels il s'était suicidé. Son mari tente de l'empêcher de se suicider, mais quand elle lui révèle qu'elle sort des bras de Jacques, il finit par la laisser faire. Dans un accès de folie, comme délivré, il danse sur son cadavre, sous les yeux de la vieille servante qui voit là l'accomplissement de ses prophéties : « Dieu le Père n'a pas pardonné ! ».

## Analyse
Le thème du roman a d'abord été traité sous la forme d'une pièce en trois actes, écrite en 1865 et portant le même nom. Ne trouvant pas de directeur de théâtre prêt à la faire jouer, il en fit un roman. Plus tard, en 1889, il confia la pièce de 1865, sans rien en changer, à André Antoine qui la fit jouer par sa troupe du Théâtre-Libre. La pièce a été publiée pour la première fois par Maurice Le Blond, écrivain et gendre de Zola, en 1927 dans les Oeuvres complètes (Théâtre I, Paris, François Bernouard)
Dans ce roman, Zola expose sa vision de l'hérédité qui sera développée plus tard dans les Rougon-Macquart.
Il introduit comme ressort tragique la théorie, déjà contestée à son époque, de l'imprégnation, avancée par Michelet dans L’amour et la femme et par le docteur Prosper Lucas dans le Traité de l’hérédité naturelle (1847-1850) : une femme garderait l’empreint indélébile de l’homme qui a pris sa virginité : Jacques, « tandis qu’il mûrissait sa virginité, qu’il la faisait sienne pour la vie, il dégageait de la vierge une femme, marquait cette femme à son empreinte. »
Madeleine a pu s'imprégner de son premier amant de telle manière que sa fille lui ressemble davantage qu'à son véritable père. Cette imprégnation la ramène fatalement à son premier amant, quoi qu'elle fasse. Ce fatalisme rejoint de façon troublante celui que la servante, la vieille paysanne cévenole protestante étaye de ses obsessions religieuses.

## Adaptation
Le roman a été adapté en 1920 au cinéma dans un film muet italien, Maddalena Ferat, réalisé par Roberto Roberti et Febo Mari. Le personnage de Madeleine est interprété par Francesca Bertini.

## Éditions
- Paris, C. Marpon et E. Flammarion, 1880
- La Seyne-sur Mer, Famot, 1980
- Paris, Éditions Le Chat rouge, 2020, 399 p.  (ISBN 9782491499013)
- Paris, Le Livre de poche, 2023